# Pummerinklokken
Pummerin ([ˈpʊmərɪn]?, wienerisch [ˈb̥ʊmɐrɪn]?) er en kirkeklokke der siden 1957 har hængt i Stephansdoms nordlige kirketårn i Wien, hovedstaden i Østrig. Klokken blev støbt i 1951, og er med sin vægt på 20.130 kg og en diameter på 314 cm den største kirkeklokke i Østrig. Dens slagtone er c0 +4/16, og den benyttes kun i bestemte anledninger.

## Den gamle Pummerin
Den forrige klokke, også kaldet Alte Pummerin (oprindeligt Josephinische Glocke) hang fra 1711 til 1945 i sydtårnet. Den vejede 22.512 kg og havde en diameter på omkring 320 cm samt den høje H-oktav. Den var blevet fremstillet af efterladte kanoner fra den anden tyrkiske belejring af Wien i 1683. Ved Stephandoms brand, i slutningen af 2. Verdenskrig i april 1945, faldt klokken på gulvet og sprak. De tiloversblevne dele blev benyttet til at støbe den nye Pummerin.